# Формула-1 — Гран-прі Катару
Гран-прі Катару (англ. Qatar Grand Prix) — один з етапів чемпіонату світу з автогонок у класі Формула-1. Вперше відбулося 21 листопада в рамках чемпіонату 2021 року на міжнародній трасі Лусаїл. Гран-прі не проводилось в 2022 році через Чемпіонат світу з футболу 2022 року в Катарі, але знову приєднається до календаря Формули-1 в 2023 році, за контрактом на 10 років. Гонка створювалася як четверта повна нічна гонка в календарі Формули-1 після Гран-прі Сінгапуру, Бахрейну та Саудівської Аравії.

## Історія

### Початок
Сезон Формули-1 2021 спочатку планувався на 23 гонки. Перший раунд сезону, Гран-прі Австралії, спочатку було відкладено через обмеження, пов’язані з COVID-19 у країні, а потім скасовано.
Скасування Гран-прі Австралії відбулося наприкінці сезону та залишило вакантне місце в календарі, а перше Гран-прі Катару було оголошено заміною для нього в жовтні 2021 року.

### 2021
Перше Гран-прі Катару відбулося 21 листопада замість скасованого Гран-прі Австралії.

### 2023
Після однорічної відсутності у 2022 році через проведення Чемпіонату світу з футболу 2022 року в Катарі з листопада по грудень Гран-прі Катару повернеться до календаря з 10-річним контрактом із 2023 року. Попередньо була створена нова траса для перегонів 2023 року, але було вирішено, що Гран-прі знову пройде на трасі в Лусаїлі.

## Переможці

### Багаторазові переможці (пілоти)
Жирним виділено імена пілотів, які ще беруть участь у перегонах Формули-1
| К-сть    | Пілот           | Роки       |
| -------- | --------------- | ---------- |
| 2        | Макс Ферстаппен | 2023, 2024 |
| Джерело: |                 |            |

### Багаторазові переможці (конструктори)
Жирним виділено конструкторів, які ще беруть участь у перегонах Формули-1
| К-сть    | Конструктор     | Роки       |
| -------- | --------------- | ---------- |
| 2        | Red Bull Racing | 2023, 2024 |
| Джерело: |                 |            |

### По роках
Гран-прі Катару проводились на міжнародній трасі Лусаїл.
| Рік      | Пілот           | Конструктор   | Звіт          |               |
| -------- | --------------- | ------------- | ------------- | ------------- |
| 2024     | Макс Ферстаппен | Red Bull      | Звіт          |               |
| 2023     | Макс Ферстаппен | Red Bull      | Звіт          |               |
| 2022     | Не проводився   | Не проводився | Не проводився | Не проводився |
| 2021     | Льюїс Гамільтон | Мерседес      | Звіт          |               |
| Джерело: |                 |               |               |               |